# Meridiano 80 W
O meridiano 80 W é um meridiano que, partindo do Polo Norte, atravessa o Oceano Ártico, América do Norte, Oceano Atlântico, Mar do Caribe, Panamá, América do Sul, Oceano Pacífico, Oceano Antártico, Antártida e chega ao Polo Sul. Forma um círculo máximo com o Meridiano 100 E.
Na Antártida, define o limite ocidental do Território Antártico Britânico e atravessa a Província da Antártida Chilena, reclamada pelo Chile, pelo que existe sobreposição de territórios reclamados.
Começando no Polo Norte, o meridiano 80 Oeste tem os seguintes cruzamentos:
| País, território ou mar | Notas |
| ----------------------- | --- |
| Oceano Ártico           | |
| Canadá                  | Nunavut - Ilha Ellesmere |
| Jones Sound             | Passa a oeste da ilha Coburg, Nunavut, Canadá                                                                                        |
| Canadá                  | Nunavut - Ilha Devon e Ilha Philpots                                                                                                 |
| Baía de Baffin          | |
| Canadá                  | Nunavut - Ilha Bylot |
| Eclipse Sound           | |
| Canadá                  | Nunavut - Ilha Ragged e Ilha de Baffin                                                                                               |
| Baía de Murray Maxwell  | |
| Canadá                  | Nunavut - Ilha Jens Munk |
| Bacia de Foxe           | |
| Canal de Foxe           | |
| Baía de Hudson          | |
| Canadá                  | Nunavut - Ilha Mansel |
| Baía de Hudson          | |
| Canadá                  | Nunavut - Ilha Gilmour, nas Ilhas Ottawa                                                                                             |
| Baía de Hudson          | Passa a oeste da Ilha Split, Nunavut, Canadá                                                                                         |
| Canadá                  | Nunavut - Ilha Kugong e Ilha Flaherty                                                                                                |
| Baía de Hudson          | |
| Baía de James           | |
| Canadá                  | Nunavut - Ilha North Twin |
| Baía de James           | Passa a oeste da Ilha South Twin, Nunavut, Canadá                                                                                    |
| Canadá                  | Ontário |
| Lago Erie               | |
| Estados Unidos          | Pensilvânia - passa em Pittsburgh Virgínia Ocidental Virgínia Carolina do Norte Carolina do Sul                                      |
| Oceano Atlântico        | Passa a leste de Palm Beach, Flórida, Estados Unidos · Passa pelo Atol Cay Sal Bank, Bahamas                                         |
| Cuba                    | |
| Mar das Caraíbas        | |
| Ilhas Caimã             | Ilha Pequena Caimão |
| Mar das Caraíbas        | |
| Panamá                  | |
| Golfo do Panamá         | |
| Panamá                  | Passa pelo extremo da Península de Azuero                                                                                            |
| Oceano Pacífico         | |
| Equador                 | Continente, Ilha Puná, e continente de novo                                                                                          |
| Peru                    | Piura Lambayeque |
| Oceano Pacífico         | Passa perto e entre as Ilhas Desventuradas, Chile · Passa longe e entre as Ilhas Juan Fernández, Chile                               |
| Oceano Antártico        | |
| Antártida               | Limite ocidental do Território Antártico Britânico, reclamado pelo Reino Unido · Território reclamado pelo Chile (Antártida Chilena) |